# Regent Street

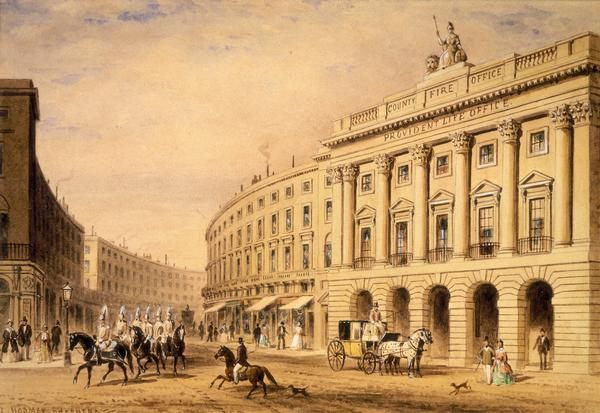
Regent Street rond 1850

Regent Street behoort tot de belangrijkste winkelstraten in Westminster in het centrum van Londen, samen met onder andere Oxford Street.
De straat werd aangelegd door de architect John Nash en genoemd naar de prins-regent, de latere George IV van het Verenigd Koninkrijk, voor wie hij veel stadsplannen verwezenlijkte. De straat werd ontworpen als onderdeel van een ceremoniële route die leidde van de residentie van de prins in Carlton House naar Regent's Park. De door Nash neergezette gebouwen zijn in de jaren 1920 allemaal vervangen door grotere in de stijl van de neobarok door de architect Reginald Blomfield.
De straat begint als Lower Regent's Street bij de kruising met Charles II Street en Waterloo Place, en loopt in noordelijke richting naar Piccadilly Circus, draait vervolgens in westelijke richting en buigt zich in de vorm van een kwart cirkel weer naar het noorden. Voorbij Oxford Cirus wordt de naam Upper Regent's Street.
Naast veel winkelruimte bevinden zich er ook vele kantoren op de bovenverdiepingen. Befaamd is de kerstverlichting die er jaarlijks wordt aangebracht en ontstoken wordt door een bekende Engelsman.
Sinds de eeuwwisseling vinden er opnieuw verbouwingen plaats waarbij ruimte wordt gemaakt voor grotere winkels en ook de kantoorruimtes bij de tijd worden gebracht.
De straat is met de ondergrondse bereikbaar via de stations Oxford Circus en Piccadilly Circus.